# 11 Dywizja Piechoty (Hiszpania)
11 Dywizja Piechoty” (hiszp. 11.ª División) – hiszpański związek taktyczny należący do Republikańskiej Armii Ludowej, uczestniczący w hiszpańskiej wojnie domowej.
11 Dywizja Piechoty (11 DP) sformowana została w 1937. Tworzyli ją głównie Hiszpanie. W czasie wojny domowej w Hiszpanii uczestniczyła m.in. w bitwie nad Ebro. Broniąc się w masywie górskim Serra de Pàndols zadała wojskom frankistowskim duże straty. Atakowana była przez 1, 4 i 84 Dywizję Piechoty oraz zgrupowanie kilku chorągwi Legii Cudzoziemskiej. Zaznaczyć należy, że 11 DP w tych walkach również poniosła duże straty. W czasie wspomnianej bitwy wchodziła w skład XV Korpusu Armijnego Armii Ebro. 11 DP naciskana przez wojska frankistowskie, przy granicy hiszpańsko-francuskiej uległa rozwiązaniu. 

## Dowództwo dywizji
Dowódcy:
- mjr Enrique Líster
- mjr Joaquin Rodriguez[3]

Komisarze polityczni:
- Santiago Álvarez Gómez
- José Fusimaña Fábregas
- Angel Barcia
- Andres Ramirez[3]

Szef sztabu:
- mjr Julio Suárez-Llanos Adriansens
- Manuel López Iglesias
- mjr Fernando Pozo Oliver
- mjr Jesús Sáiz Barberá

## Struktura organizacyjna
Skład w czasie bitwy nad Ebro:
- 1 Brygada, dowódca: kpt Manuel Sanchez
- 9 Brygada, dowódca: mjr Matias Yagüe
- 100 Brygada, dowódca: mjr Andres Ramirez